# 김래우
김래우(한국 한자: 金來佑, 2004년 3월 12일 ~ )는 대한민국의 축구 선수로, 포지션은 미드필더이다. 현재 안산그리너스 소속이다.